# Wahrtraum
Der Wahrtraum bezeichnet eine Art von Traum, dessen Inhalt reale Ereignisse behandelt, und der im Rahmen psychoanalytischer Begrifflichkeit unverschlüsselt ist und daher keiner „Traumdeutung“ bedarf. Er soll durch ein intensives Erleben geprägt sein und als zurückblickender oder vorausschauender Wahrtraum auftreten können. Wahrträume sind Gegenstand esoterischer und parapsychologischer Diskussion.

## Verbreitung
Soziologische Studien zeigen, dass jeder Dritte von Wahrträumen berichten kann. Soziodemografische Merkmale wie Bildung und Religionszugehörigkeit der Personen spielen keine Rolle. Lediglich das Lebensalter wirkt sich signifikant aus, wobei jüngere Menschen diesen Phänomenen gegenüber offener sind. Eine objektive Unterscheidung zwischen Wahrträumen und „gewöhnlichen“ Träumen können solche Felduntersuchen jedoch nicht leisten.

## Abgrenzung
Zunächst wird ein Traum als Wahrtraum bezeichnet, wenn er dem Träumenden etwas über seine konkrete Lebenssituation aussagt. Er zeichnet sich weiterhin durch den Eindruck eines realen Erlebens aus, wie es sonst nur im Wachzustand erfahren wird. Der Träumer betrachtet ein Geschehen, gegebenenfalls auch aus der Perspektive einer anderen Person oder der Vogelperspektive, das in knappen und eindringlichen Bildern ein dringendes Problem oder eine Lösung darstellt. Die eigentliche Bedeutung und insbesondere die Abgrenzung zu „gewöhnlichen“ Träumen mit symbolischen Inhalten kann nur der Betroffene selbst – eventuell mithilfe eines erfahrenen Begleiters – erkennen.
Eine qualitative, wissenschaftliche Untersuchung ist – abgesehen von soziologischen Studien – sehr problematisch, da sich eine experimentelle Situation kaum herstellen lässt. Eine klinische Forschung scheidet damit aus; über neurologische Ursachen und Wechselwirkungen lässt sich nur spekulieren. Dass physiologisch messbare Veränderungen den Wahrtraum vom „gewöhnlichen“ Traum abheben würden, ist nicht belegt.
Die quantitative Überprüfung der Inhalte des Wahrtraumes, wie der überprüfbare, tatsächliche Eintritt eines vorhergesagten Ereignisses sollte sich signifikant von einer Zufallsverteilung unterscheiden. Dieser Ansatz ist jedoch problematisch, da
- die Datenbasis, also die Anzahl der überprüfbaren Ereignisse, gering ist
- der Eintritt eines Ereignisses auch graduell geschehen kann,
- der zeitliche Horizont oft nicht festgelegt ist und
- die Einflüsse einer bewussten Herbeiführung ausgeschlossen sein müssten.

## Bedeutung
C.G. Jung bezeichnete Ereignisse, die in einem engen zeitlichen und inhaltlichen Zusammenhang auftreten, aber nicht kausal aufeinander einwirken, als Synchronizität. Der scheinbar zufällige Zusammenhang erschließt sich demnach für den Einzelnen erst durch einen ganz persönlichen „Sinn-Zusammenhang“. Den akausalen und ganzheitlichen Ansatz lehnt ein Großteil der Wissenschaft ab. 

### Retrospektiver Wahrtraum
Ein retrospektiver, zurückschauender Wahrtraum lässt bereits vergangene Ereignisse im Traum erleben. Eine tiefenpsychologische Erklärung dafür ist, dass der Träumende im Schlaf unklare oder ihn verfolgende Themen oder Fragen aus der Vergangenheit kompensatorisch verarbeitet und dabei neue Erkenntnisse und Antworten gewinnt, die sich bei einer nachträglichen Überprüfung im Wachzustand als zutreffend herausstellen.

### Prospektiver Wahrtraum
Ein prospektiver, vorausschauender Wahrtraum lässt zukünftige Ereignisse im Traum erleben. Der Träumende soll im Schlaf auf „unbewusstes Wissen“ zugreifen und daraus eine zutreffende Vorhersage extrapolieren können.
Andererseits kann auch das Prinzip der selbsterfüllenden Prophezeiung zur Erklärung prospektiver Wahrträume herangezogen werden.

### Telepathischer Wahrtraum
Ein so genannter „telepathischer Wahrtraum“ soll gegenwärtige, aber örtlich entfernte Ereignisse, wie beispielsweise einen Unfall eines Angehörigen, als Traumerleben zeigen.

## Kulturelle Aspekte
Der Wahrtraum hatte in verschiedenen Kulturen wie im alten Ägypten eine gewisse gesellschaftliche Bedeutung. Die Tradition des Islam kennt den prophetischen Traum als ruya sahdiqa (wörtl.: wahres Gesicht). Auch die apokalyptischen Visionen des Propheten Daniel im gleichnamigen Buches des alten Testamentes werden oft als Wahrträume bezeichnet.